# حيض غير منتظم
الحيض غير المنتظم هو اضطراب الدورة الشهرية الذي تشمل مظاهره طول الدورة غير المنتظمة وكذلك النزيف الرحمي (النزيف المهبلي بين الفترات المتوقعة).

## الدورات غير المنتظمة
الدورات غير المنتظمة أو الفترات غير المنتظمة هي اختلاف غير طبيعي في طول دورات الحيض. تواجه المرأة عادة تغيرات في طول الدورة تصل إلى ثمانية أيام بين أقصر وأطول دورة. تعتبر الأطوال التي تتراوح بين ثمانية أيام و20 يومًا غير منتظمة إلى حد ما. يعتبر التغير لمدة 21 يومًا أو أكثر غير منتظم للغاية.
بدلاً من ذلك، يمكن تعريف دورة الحيض المفردة بأنها غير منتظمة إذا كانت أقل من 24 يومًا أو أكثر من 38 يومًا. إذا كانت الفترة بين الدورات أقصر من 21 يومًا تسمى «تعدد الطمث». وإذا كانت أكثر من 36 أو 35 يومًا، فتسمى «قلة الطمث».
بالإضافة إلى ذلك، فإن الحيض غير المنتظم شائع في فترة المراهقة. يمكن أن تنتظم الدورة الشهرية خلال عام من الحيض.
ومع ذلك، تشير دراسات أخرى إلى أن الأمر قد يستغرق ما بين 2 إلى 7 سنوات لكي تنتظم بعد الحيض الأول.